# Black-on-Red-Ware

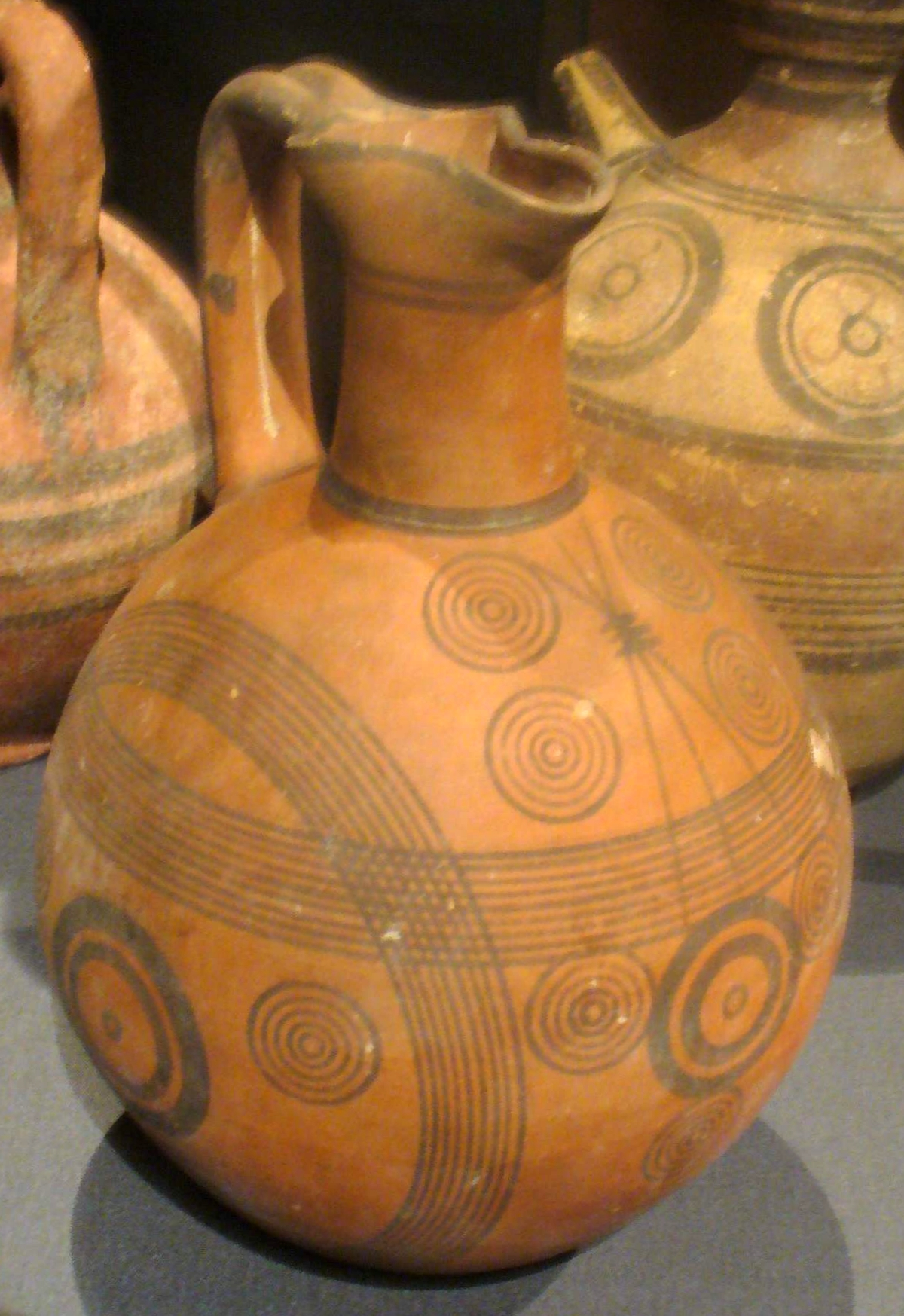
Kanne der zyprischen Black on Red II (IV) Ware; Zypro-archaisch I (750–600 v. Chr.); Kunsthistorisches Museum Wien, Inv.-Nr. IV 1530

Mit dem modernen Begriff Black-on-Red-Ware bezeichnet man in der Forschung eine Form phönizischer und zypriotischer Keramik.
Black-on-Red-Ware unterscheidet sich von der ebenfalls zur selben Zeit auf Zypern und in Phönizien verbreiteten Bichromen Ware. Der Maler trug hier auf rotfarbenen, meist polierten, Überzug auf dem Ton in schwarzer Farbe die Bilder auf. Die Keramikform entstand gegen Ende der als Zypro-Geometrisch II genannten Zeit (vor 850 v. Chr.) auf Zypern. Dennoch wird sie von einem ostphönizischen Prototyp abgeleitet, der als Local Black-on-Red bezeichnet. Die typische Keramikform ist auf Zypern eine kleine einhenkelige Kanne mit Halsrippe, die als Ölfläschchen oder Votivkännchen benutzt wurde. Auch diese Form geht auf ein phönizisches Vorbild zurück. Typisch zypriotische Formen wie Amphoriskos, Oinochoe und Schale kommen daneben, aber seltener, vor. Im östlichen Mittelmeerraum war diese Keramik weit verbreitet, im westlichen Raum wurde sie nur vereinzelt gefunden.